# Бабатунде, Майкл
Майкл Бабату́нде (англ. Michel Babatunde; 24 декабря 1992, Бенуэ, Нигерия) — нигерийский футболист, полузащитник клуба «Лачи». Выступал в сборной Нигерии.

## Биография

### Клубная карьера

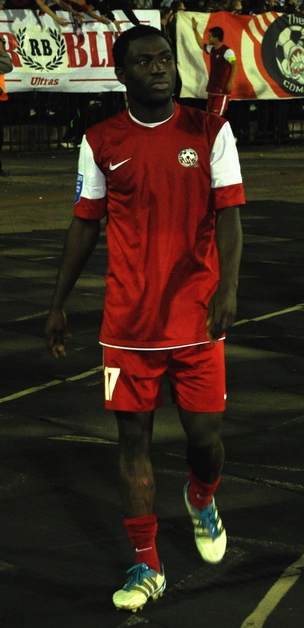
Майкл Бабатунде

Начал играть в футбол в школе, когда учился в младших классах. Учась колледже, а затем высшей школе, играл за различные команды этих учебных заведений. Также в колледже играл за любительский клуб «Ота футбол»; после окончания колледжа продолжил выступать в этот клуб. Вскоре был вызван в юношескую сборную Нигерии.
В игре за юношескую сборную его заметили селекционеры клуба «Хартленд» из города Оверри, с командой он подписал первый профессиональный контракт. В сезоне 2009/10 он на протяжении полугода выступал в чемпионате Нигерии
В зимнее межсезонье 2011 года Майкл Бабантуде вместе с агентом поехал в Турцию где проходил просмотр в командах «Бурсаспор» и «Самсунспор». В Антальи, его агент познакомился с руководством криворожского «Кривбасса», клуб тогда там находился на сборах. После того, как ему разрешили пройти просмотр в команде он успешно зарекомендовал себя и его игра понравилась главному тренеру Юрию Максимову. Вначале ему было сложно адаптироваться на Украине из-за языкового барьера и погодных условий.
Долгое время его не могли заявить для участия в Премьер-лиге Украины из-за получения международного трансферного сертификата. В итоге все формальности были улажены и он подписал с клубом полноценный контракт.
В Премьер-лиге дебютировал 5 марта 2011 года, сразу в первой игре весенней части сезона 2010/11 в матче против киевской «Оболони» (2:2), Бабатунде вышел в добавленной время в конце встречи вместо Иржи Еслинека, и успел сыграть около минуты. В весенней части сезона 2010/11 он принял участие в 10 играх из 11, в каждом матче выходя на замены.
Перед стартом нового сезона его называли одним из самых перспективных игроков в команде. 31 июля 2011 года он забил свой первый гол в чемпионате в домашнем матче против одесского «Черноморца» (1:0), Бабатунде забил гол на 30 минуте, спустя 3 минуты после того, как вышел на поле, этот мяч стал победным в игре. После этого сайт Football.ua включил его в символическую сборную тура. 25 сентября 2011 года в выездном матче против «Александрии» (1:1), забил первый гол в игре на 12 минуте в ворота Юрия Панькива. В осенней части сезона Премьер-лиги 2011/12 Бабатунде стал единственным игроком «Кривбасса», который сыграл все матчи.
В августе 2013 года на правах свободного агента подписал четырёхлетний контракт с луцкой «Волынью». В команде взял 79 номер. Дебютировал за лучан в игре против львовских «Карпат» 19 августа 2013 года. Матч завершился со счётом 1:1, а Бабатунде был признан одним из лучших игроков матча в составе «Волыни».
13 августа 2015 года подписал однолетний контракт с «Днепром». 13 декабря того же года стало известно, что Бабатунде покидает «Днепр», соглашение с которым, по словам генерального директора клуба Андрея Стеценко, уже разорвано.
13 января 2016 года было официально объявлено о переходе футболиста в марокканский «Раджа» за 1 миллион евро, с которым Бабатунде подписал контракт на 3,5 года.
1 июня 2016 года подписывает контракт с катарским «Катар СК» за 1,1 миллион евро.

### Карьера в сборной
Выступал за юношескую сборную Нигерии.
В ноябре 2011 года был вызван Августином Эгуавоном в олимпийскую сборную Нигерии на отборочный турнир к летним Олимпийским играм 2012. На турнире он провёл две игры против Марокко (0:2) и Алжира (4:1). В своей группе Нигерия заняла третье место, уступив Сенегалу и Марокко и опередив Алжир, и покинула турнир.
31 мая 2013 года дебютировал за национальную сборную в товарищеском матче против сборной Мексики, выйдя на замену вместо Брауна Идейе. В 2014 году попал в список игроков, которые отправятся на чемпионат мира в Бразилии.

## Личная жизнь
Его семья живёт в Лагосе. Кроме него в семье есть ещё три брата и сестра. Один из братьев играл в футбол, но позже стал больше времени уделять учёбе в университете.
Майкл Бабантуде встречается с девушкой по имени Эста, с которой он познакомился ещё в школе.
Его родной язык йоруба, распространённый язык в Нигерии. По вероисповеданию Бабатунде христианин.